# Savudlægning
Savudlægning er en teknik, hvor man vrider hver anden savtand på en sav en lille smule til den ene side - og de andre savtænder den anden side. Formålet med teknikken er, at savklingen ved brug ikke sætter sig fast eller har unødig friktion i savsporet, da savudlægningens virkning er et savspor, som er lidt bredere end savklingen.
Langt de fleste nye save i år 2021 har fået en savudlægning ved produktion. Det er let at se og føle. Save med hærdede tænder kan ikke savudlægges.
Der findes findes forskelligt værktøj, som kan lave en savudlægning. Sådan et værktøj kaldes en savudlægger. Et eksempel er en savudlæggetang savudlæggertang, udlæggetang eller udlæggertang. Et eksempel på en savudlægning er 0,2 mm.
Mellem 1810 og 1925 blev ca. 900 forskellige savudlæggere patenteret.